# تقنية الجسم الخارجية
تقنية الجسم الخارجية: هي إجراء طبي يتم إجراؤه خارج الجسم، هذه الأجهزة هي الأعضاء الاصطناعية التي تبقى خارج الجسم أثناء معالجة المريض، تلك الأجهزة مفيدة في غسيل الكلى وجراحة القلب.

## إجراءات الدورة الدموية
الإجراء الذي يتم فيه أخذ الدم من دورة الدم للمريض لتطبيق عملية عليه قبل إعادته إلى الدورة الدموية يُسمى: أجهزة حمل الدم خارج الجسم. "الدائرة الخارجية".
- إنقاذ الخلايا داخل الجراحة (الشفط والغسيل ونقل الدم الذاتي).
- فصل الدم:
  - فصادة البلازما مقابل فصادة الخلايا.
  - فصادة الطرد المركزي مقابل فصادة الترشيح مقابل الامتزاز.
  - فصل الدم المتتالي.
- امتصاص الدم / التدفق الدموي.
- امتصاص البلازما.
- الفصادة المائية.
- غسيل الكلى.
- ترشيح الدم.
- ترشيح الدم.
- العلاج البديل الكلوي.
  - العلاج المستمر لاستبدال الكلى (CRRT).
- إزالة ثاني أكسيد الكربون من خارج الجسم.
- الإنعاش القلبي الرئوي خارج الجسم.
- أكسجين الغشاء خارج الجسم (ECMO).
- تجاوز القلب والرئتين أثناء جراحة القلب المفتوح.
- نظام دعم الكبد.
- الطحال الحيوي وغيره من أجهزة خارجية لتطهير الدم الإلكترونية أو غير الإلكترونية الشبيهة بالطحال.

## إجراءات أخرى
- تفتيت الحصى بالموجات الصادمة من خارج الجسم (ESWL)، وهو غير مرتبط بعلاجات أخرى خارج الجسم، حيث يتم وضع الجهاز المستخدم لتفتيت حصوات الكلى خارج الجسم بالكامل، بينما تتم عملية تفتيت الحصى نفسها داخل الجسم.

- علاج الإشعاع خارج الجسم، حيث يتم إزالة عظم كبير يحمل ورمًا ويتم توجيه جرعة تتجاوز بكثير ما يمكن أن يكون آمنًا بوضعها للمريض بطرق أخرى.[2][3]

- تحكم في دورة الدم النابضة خارج الجسم (EPCC)، هو عملية تُحافظ على وظائف الدماغ بشكل صحيح (نموذج حيواني)، مما يسمح للعضو بالبقاء حيًا والعمل بشكل مستقل عن الجسم لعدة ساعات.[4]

## أنظر أيضا
- داخل الجسم

## روابط خارجية
الدورة الدموية خارج الجسم . MedicalGlossary.org